# La Puebla de Castro
La Puebla de Castro es un municipio de la provincia de Huesca, en la comunidad autónoma de Aragón, España.

## Demografía
La Puebla de Castro cuenta con una población de 427 habitantes (INE 2024).
| Gráfica de evolución demográfica de La Puebla de Castro entre 1842 y 2021                                           |
| |
| Población de derecho según los censos de población del INE Población de hecho según los censos de población del INE |

## Administración y política
| Período   | Alcalde                          | Partido                                      |  |
| --------- | -------------------------------- | -------------------------------------------- |  |
| 1979-1983 | Manuel Garuz Asín                | PSOE                                         |  |
| 1983-1987 | Mariano Bardají Cajigós          | Partido Independiente de La Puebla de Castro |  |
| 1987-1991 | Mariano Bardaji Cajigós          | Partido Independiente de La Puebla de Castro |  |
| 1991-1995 | Mariano Bardaji Cajigós          | PAR                                          |  |
| 1995-1999 | José Vicente Torres Perera       | PAR                                          |  |
| 1999-2003 | José Vicente Torres Perera       | PAR                                          |  |
| 2003-2007 | José Vicente Torres Perera       | PAR                                          |  |
| 2007-2011 | José Vicente Torres Perera       | PAR                                          |  |
| 2011-2015 | Francisco Javier Altemir Fantova | PAR                                          |  |
| 2015-2019 | María Teresa Bardají Lanau       | PSOE                                         |  |
| 2019-     | María Teresa Bardají Lanau       | PSOE                                         |  |

| Partido político    | Partido político                                   | 2003   | 2007   | 2011   | 2015   | 2019   |
| Partido político    | Partido político                                   | Ediles | Ediles | Ediles | Ediles | Ediles |
|                     | Partido de los Socialistas de Aragón (PSOE-Aragón) | 1      | 2      | 3      | 4      | 4      |
|                     | Partido Aragonés (PAR)                             | 4      | 4      | 3      | 2      | 1      |
|                     | Partido Popular de Aragón (PP)                     | —      | 1      | 1      | 1      | 2      |
|                     | Chunta Aragonesista (CHA)                          | 2      | —      | —      | —      | —      |
| Total de concejales | Total de concejales                                | 7      | 7      | 7      | 7      | 7      |

## Patrimonio
- Yacimiento romano de Labitolosa, excavado por un equipo mixto de arqueólogos de las universidades de Burdeos (Francia) y Zaragoza. En él puede visitarse la curia y las termas, conformando el complejo de ruinas romanas mejor conservado de todo el ámbito pirenaico.
- Cerro Calvario, junto a Labitolosa, donde se encuentran los restos, de época visigoda y musulmana, del Castillo de Muns (Qars Muns) y de Castro Muñones. En este emplazamiento nació en el siglo VIII el héroe muladí Bahlul ibn Marzuq.
- Iglesia románica de San Román de Castro, consagrada el día 1 de febrero de 1120, en el enclave origen de la Baronía de Castro que el rey Jaime I el Conquistador otorgó a su hijo Fernán Sánchez de Castro. De estilo románico, tiene una nave de planta rectangular dividida en cuatro tramos que remata en ábside semicircular con ventanas de arco de medio punto y al exterior presenta un friso de arcos ciegos y lesenas. La bóveda de la nave es de medio cañón y la del ábside de cuarto de esfera. La construcción es a base de sillares bien escuadrados. En la puerta oeste figura un crismón.[8] El coro alto tiene un excelente alfarje mudéjar de finales del siglo XIV o principios del XV. La ornamentación es a base de talla de las vigas de madera y pintura al temple con temas heráldicos, epigráficos, geométricos, animalísticos y con figuras humanas. Se restauró en 2021.[9]
- Iglesia parroquial de Santa Bárbara del siglo XVI. Alberga el retablo gótico dedicado a San Román de Antioquía,de finales del siglo XV, procedente de la iglesia de Castro, y las sagradas reliquias óseas de San Francisco Solano y Santa Rosa de Lima.
- Lavadero circular de la Huerta de finales del siglo XIX, con una singular cubierta anular de caída hacia el interior para recoger el agua de lluvia.
- Se conserva un habla propio de La Puebla de Castro (aragonés de la Baja Ribagorza).

## Fiestas
- 16 de agosto, San Roque.
- 18 de noviembre, San Román.
- Segundo lunes de Pascua.
- 5 de febrero, Santa Águeda.